# مریم و میتیل
مریم و می‌تیل یک فیلم ایرانی به کارگردانی فتحعلی اویسی و نویسندگی وی به همراه جعفر والی، و تهیه‌کنندگی مرتضی شایسته محصول سال ۱۳۷۱ است.
این فیلم در ۲۰ مرداد ۱۳۷۲ در سینماهای ایران اکران شده‌است.

## داستان
مریم یک دختر شش ساله است که خانواده‌اش را در جنگ از دست داده و در پرورشگاه زندگی می‌کند. او به فرشته (افسانه بایگان) که بچه‌اش را از دست داده و در ساختمان روبه‌روی پرورشگاه اقامت دارد، علاقه دارد اما نسرین و همسرش می‌خواهند وی را به فرزندخواندگی قبول کنند، مریم هم برای رسیدن به فرشته تمام تلاشش را می‌کند تا آن را بدست آورد.

## جوایز
- دیپلم افتخار بهترین بازیگر کودک و نوجوان (نیاز طارمی) در یازدهمین دوره جشنواره فیلم فجر - ۱۳۷۱
- دیپلم افتخار بهترین فیلم‌نامه (فتحعلی اویسی و جعفر والی) در نهمین دوره جشنواره فیلم‌های کودکان و نوجوانان - ۱۳۷۲